# Presstube
Presstube is een Belgisch YouTube-kanaal dat zich kenmerkt door fysieke experimenten. Het is met meer dan 2,9 miljoen abonnees een van de grotere YouTube-kanalen in België.
Presstube werd in 2017 opgestart door een sleepbootkapitein uit de haven van Antwerpen. Aanvankelijk had hij zijn YouTube-kanaal in zijn vrije tijd begonnen toen video's over hydraulische persen op het internetplatform massaal bekeken werden. Op het kanaal staan filmpjes waarin ijzeren voorwerpen met een hydraulische pers worden geplet, zwaarden worden gesmeden enz.
In 2017 werd een video waarin hij een fidget spinner van gesmolten kogelhulzen maakte, een sensatie dankzij de fidget spinner-hype. Het werd na een maand 14 miljoen keer bekeken en kreeg op het hoogtepunt van de hype 630.000 views per uur. Het kanaal groeide in enkele dagen zodanig snel uit dat een boekhouder aangenomen werd om de financiën te regelen.
Ondanks het succes blijft Presstube een hobbykanaal. De inkomsten van de reclame gaan volgens de maker voornamelijk naar de aankoop van materialen en benodigdheden.

## Nominaties
| Jaar | Prijs     | Categorie       | Resultaat   |
| ---- | --------- | --------------- | ----------- |
| 2021 | De Jamies | Beste explainer | Genomineerd |